# دينيسي ماسون
دينيسي ماسون (بالإنجليزية: Dean Mason)‏ (28 فبراير 1989 بلندن في المملكة المتحدة - ) هو لاعب كرة قدم بريطاني في مركز الدفاع. شارك مع منتخب مونتسرات لكرة القدم. أما مع النوادي، فقد لعب مع نادي بارنت وميدنهد يونايتد ‏ وكانفي آيلاند وبيشوب ستورتفورد وArlesey Town F.C. ‏ وإيه أف سي ويمبلدون وتشيشام يونايتد ‏ ووينجيت آند فينشلي ونادي نورثوود لكرة القدم ولوستوفت تاون ‏ وهارينجي بورو ونادي ليتون ‏ ونادي ويلدستون لكرة القدم.

## وصلات خارجية
- دينيسي ماسون على موقع قاعدة بيانات كرة القدم.إي يو (الإنجليزية)
- دينيسي ماسون على موقع ناشيونال فوتبول تيمز (الإنجليزية)
- دينيسي ماسون على موقع Soccerway.com (الإنجليزية)